# Tobias Mayer
Tobias Mayer (também Majer; Marbach am Neckar, 17 de fevereiro de 1723 — Gotinga, 20 de fevereiro de 1762) foi um astrônomo, geógrafo, cartógrafo, matemático e físico alemão.
Embora como autodidata nunca tenha frequentado uma universidade, foi um renomado cientista de seu tempo.

## Vida e obra
Mayer cresceu pobre em Esslingen am Neckar. De 1729 a 1741 frequentou a escola alemã local e o Georgii-Gymnasium Esslingen. Após a morte de seu pai em 1731 obteve alojamento em um orfanato. Sua mãe morreu em 1737. Em 1741 ele publicou seu primeiro livro sobre geometria e matemática e um mapa de Esslingen, em 1745 o „Mathematischer Atlas“ e um livro sobre arquitetura militar. Quando ele iniciou a trabalhar com o cartógrafo Johann Baptist Homann em 1746 em Nürnberg, já tinha publicado duas obras originais sobre geometria. Mayer descobriu imprecisões nos mapas então usados, comparando dois mapas e verificando grandes diferenças entre eles, principalmente na direção leste-oeste. A determinação da longitude de uma cidade era na época determinada com grande incerteza.
Em 1751 casou com Maria Victoria, nascida Gnüg (1723–1780), e no ano seguinte nasceu seu filho Johann Tobias Mayer, que depois também foi um físico. O pai e citado em alguns textos erroneamente como Johann Tobias Mayer. De acordo com o registro de batismo e publicações originais seu prenome é apenas Tobias.
Por causa de suas melhorias na área da cartografia e com base em sua reputação como cientista, em 1751 ele foi nomeado para a cadeira de economia e matemática da Universidade de Gotinga. Entre 1752 e 1756 ele publicou artigos sobre determinação da longitude, astronomia, geofísica, matemática e instrumentos de medição. Nos anos 1757 a 1762, apesar da Guerra dos Sete Anos, ele publicou mais artigos sobre astronomia, e também sobre o campo magnético terrestre e a teoria das cores.
Em 1754 foi diretor do recém criado Observatório de Göttingen, instalado numa torre do muro da cidade. Lá ele trabalhou com grande entusiasmo e sucesso, até morrer em 1762 vitimado por tifo.

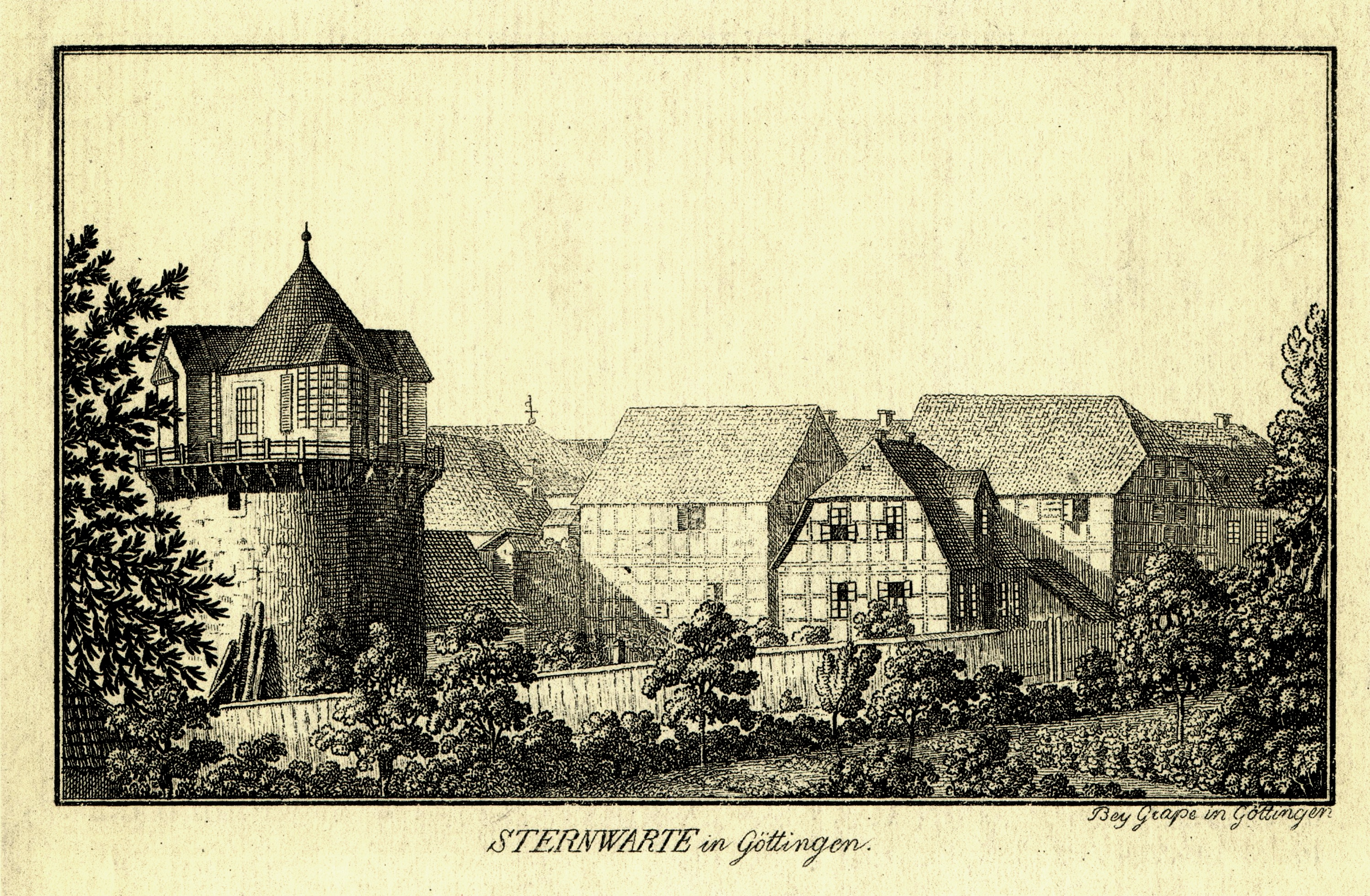
O primeiro Observatório de Gotinga

## Realizações científicas

### Astronomia
O seu primeiro trabalho astronômico de destaque foi um estudo cuidadoso da libração da lua (Kosmographische Nachrichten, Nürnberg 1750). O seu mapa lunar, publicado postumamente por Georg Christoph Lichtenberg, permaneceu insuperável durante mais de meio século. Tornou-se famoso principalmente por suas tabelas lunares, publicadas a primeira vez em 1752. Em 1755 submeteu ao governo britânico uma versão ampliada destas tabelas. Elas eram tão precisas que a posição da lua podia ser determinada com exatidão de 5 segundos de arco e portanto a longitude em alto mar determinada com precisão de 0,5°.
Desta forma foi encontrada uma solução para o problema da longitude, que até este momento tinha impedido a navegação segura em alto mar. Uma outra solução para o mesmo problema foi desenvolvida na mesma época pelo relojoeiro inglês John Harrison: era baseada na cronometragem mediante relógios recentemente desenvolvidos, que também sob difíceis condições a bordo de veleiros em alto mar funcionavam com precisão suficiente.

## Museu

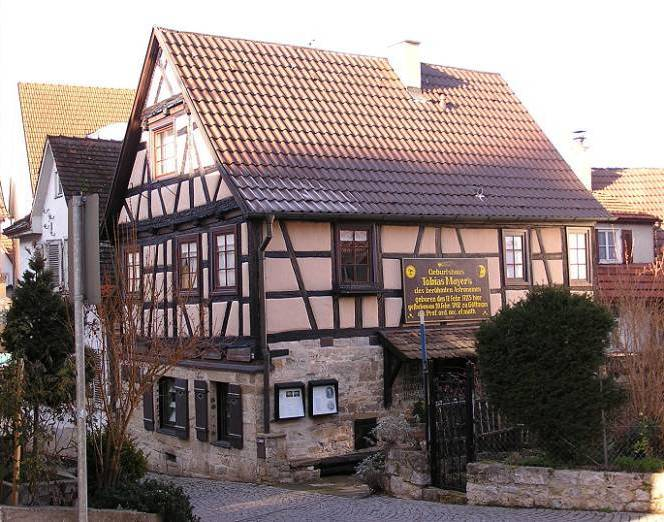
Casa onde Tobias Mayer nasceu, em Marbach am Neckar

A casa em que Tobias Mayer nasceu abriga desde 1996 o Tobias-Mayer-Museum. Localiza-se perto da casa em que Friedrich Schiller nasceu, na Torgasse 13 em Marbach am Neckar. O museu foi fundado e é mantido pela Tobias Mayer Museum Verein.